# Lil' Dub Chefin'
Lil' Dub Chefin' è un singolo di Spacemonkeyz vs Gorillaz, pubblicato nel 2002 ed estratto dall'album di remix Laika Come Home.
La canzone è a sua volta un remix del brano M1A1 dei Gorillaz e in essa si può ascoltare la voce di Terry Hall, membro dei The Specials.

## Tracce
- CD

1. Lil' Dub Chefin' (Album Version) - 4:43
2. Lil' Dub Chefin' (Radio Edit) - 3:02
3. Spacemonkeyz Theme -5:34